# Радио у Србији
Јуна 1915. године је у Нишу постављена прва радио-телеграфска станица, са снагом од 10 KW, којом се одржавала веза између српске владе и Врховне команде. После упада бугарске војске из правца Пирота, и услед надирања аустроугарске војске, станица је демонтирана и премештена у Косовску Митровицу. Октобра 1915. године, због повлачења српске војске, станица је уништена како не би пала у руке непријатељу. 

Јула 1923. године, Краљевина Југославија донела је правилник којим се уводи радио-претплата и обавеза пријављивања радио-пријемника. Септембра 1924. године, у радио-телеграфском центру у Раковици код Београда, успешно је обављен пробни радио-пренос концерта. 1. октобра 1924. године, Радио Београд је званично почео музички и говорни програм да одашиље у етар. Прва емисија био је, заправо, пренос концерта који су извели чланови Београдске опере.
Захваљујући малом броју попуњених таласних дужина, програм Радио Београда је ускоро преко дана могао да се чује у читавој Краљевини Југославији, а ноћу је досезао и до слушалаца у иностранству.
Радио Београд се огласио истог дана када и Радио Беч, а пре Радија Москва, Радија Токио, Радија Пекинг и радио-станица у Мађарској, Пољској и Румунији.
Од 24. марта 1929, Радио Београд почиње са редовним емитовањем свог програма из зграде Српске Академије Наука. Касније се јавља и Краткоталасна станица Београд, која је емитовала из зграде тадашњег Министарства Шума и Руда (сада Министарство спољних послова).
Други светски рат ће прекинути емитовање државног радио-програма у Београду. За време рата, у Београду ради немачка радио-станица, која је давала и програм на српском језику. Наставак садашњег Радио Београда је уследио после ослобођења, 10. новембра 1944. Тај дан је уједно и дан Радио телевизије Београд, који је преузела и Радио телевизија Србије.

## Радио станице у Србији

### Ада
- Радио Ада, 107,7

### Апатин
- Радио Дунав, 98,7 ,

### Бач
- Радио Бачка, 99,1

### Бачка Паланка
- Радио БАП, 95,1
- Радио Тавор, 95,1
- Радио Импулс, 106,0

### Бачка Топола
- Радио Тренд, 97,8
- Радио Регије - Радио Средња Бачка, 107,9

### Бачки Петровац
- Радио Бачки Петровац,  91,4

### Бела Црква
- Радио Бела Црква,  Архивирано на веб-сајту  (30. јануар 2019) 92,4

### Бела Паланка
- Радио Бела Паланка, 88,5

### Београд
- Радио Београд 1,  Хиландарска 2
- Радио Београд 2, Хиландарска 2
- Радио Београд 3, Хиландарска 2
- Радио Београд 202,  Хиландарска 2
- Радио Бета Плус,  Краља Милана 4
- Радио Б92,  Булевар Зорана Ђинђића 64
- Радио С2 , 88,9 MHz у Београду и околини, 94,1 MHz у Војводини
- Радио Накси (NAXI), 96,9 MHz,  Бежанијских илегалаца 26
- Радио Новости,  Трг Николе Пашића 7
- Радио Носталгија (NOSTALGIJA), 105,2 MHz,  Вјекослава Ковача 11
- Радио МИП, 93,5 MHz, Хумска 1
- Радио МФМ,  Архивирано на веб-сајту  (9. јануар 2014) Шпанских бораца 22г
- Радио С3, 90,9 MHz,  Кнеза Вишеслава 72
- Радио Пинк,  Незнаног јунака 1
- Радио Роадстар (ROADSTAR),  Обилићев венац 30
- Радио С,  Кнеза Вишеслава 72, 92,9 MHz на Фрушкој гори, 94,9 MHz Београд - Торлак
- Радио Сити (CITY), [www.radiocity.rs/] Мајке Јевросиме 15
- Радио Спорт ФМ,  Љутице Богдана 1а
- Радио Студио Б,  Масарикова 5
- Радио ТДИ,  Максима Горког 56
- Радио Топ ФМ, 96,4 MHz,  Рајка од Расине 30/2
- Радио Три,  Маршала Бирјузова 3-5/X
- Радио Фокус, 101,4 MHz и 107,0 MHz Патријарха Димитрија 11
- Радио Голф, 98,2
- Радио Максис Такси, 107,1

### Бечеј
- Радио Активе, 105,4

### Ваљево
- Радио Патак, 93,9

### Ветерник
- Радио Шајкашка, 104

### Власотинце
- Радио Гага, 94,9

### Врање
- Радио Врање, 96,5 MHZ
- ОK Радио (Накси), 92,8

### Врбас
- Радио Врбас, 95,5

### Вршац
- Макс Радио, 93,5

### Деспотовац
- Радио Деспотовац, 98,1
- Радио Пулс, 91,1

### Зрењанин
- Радио Сантос, 105,9
- Радио Клик ФМ, 105,0

### Кањижа
- Радио Панда, 103,5

### Кикинда
- Радио Кикинда, 93,3
- Радио ВК, 98,3
- Радио Кум,  100,9
- Радио Ами,  89,4
- Радио Точак, 92,7
- Радио Кум 2, 99,8

### Кисач
- Радио Кисач, 103,8

### Ковин
- Радио Бус, 94,1

### Крагујевац
- Радио Бум, 87,6

### Кула
- Радио Q, 89,2

### Крушевац
- Радио Крушевац, 92,2

### Лесковац
- Радио 016, 101,5
- Радио Стаф, 88,8
- Радио Лесковац, 99,0

### Ниш
- Радио Ниш, 99,5
- Фер Плеј Радио
- Радио Белами, 100,7
- Радио Пет
- Сити Радио
- Банкер Радио
- Радио ИН
- Балтазар Радио
- Фаст Радио

### Нови Црња
- Радио Палас,  94,8

### Нови Сад
- Радио Нови Сад 1, 	87,7
- Радио Делта, 89,5
- Радио Марија, 90,0MHz
- Радио Нови Сад 2,  90,5MHz
- ПРВИ Радио,	 91,0MHz
- Радио Беседа,	 91,8MHz
- Радио 021,	 92,2
- АС ФМ Радио, 95,8MHz
- Радио Сигнал, 	 98,8MHz
- Радио Нови Сад 3,  100,0MHz
- Радио Планета,	 100,6MHz
- РТИ ФМ Радио , 101,0MHz
- Радио Крајина, 104,2MHz
- Радио КИНГ, 105,2

### Оџаци
- Блу Радио 89,7
- Блу Радио плус 89,7
- Радио Оџаци 107,4

### Панчево
- Радио Сафир, 89,6
- Радио Спектар, 107,7

### Пљевља
- Радио Пљевља, 94,8 MHz и 101,3

### Пожаревац
- Радио Бум 93, 93,4
- Радио Пожаревац, 90,1 MHz и 102,5
- Радио Хит, 105

### Приштина
- Радио КиМ, 93,9

### Сента
- Радио Но Лимит, 91,1

### Смедерево
- Радио Смедерево, 96,1

### Сомбор
- Радио Благовести, деле фреквенцију по принципу 12 сати један - 12 сати други 95,7
- Радио Марија, 95,7
- Радио Сомбор, Трг Светог Ђорђа 1  97,5
- Радио Фортуна, Краља Петра 1 * 106,6

### Стара Пазова
- Радио Стара Пазова, 91,5

### Суботица
- Радио Суботица, мађарски и немачки језик  Јована Микића 12 89,6
- Радио Славославље, 90,7
- Панон Радио, 91,5
- Радио Скарабеј,  94,7
- Ју еко радио,  Цара Јована Ненада 15/3 100,6
- Радио Суботица, српски и хрватски језик  Јована Микића 12 104,4

### Србобран
- Радио Србобран, 102,6

### Темерин
- Радио Темерин, 89,4 и 93,5

### Футог
- Радио Футог, 99,5

### Чока
- Радио Макс, 106,6

### Ћуприја
- Радио Дак, 106,3

### Шабац
- Радио Шабац, 103.7 MHz
- Радио Ас, 99.3 MHz-Шабац; 97.0 MHz-Лозница; 89.3 MHz-Крупањ и Љубовија;91.7 MHz-Коцељева; Сремска Митровица-Рума 104.3 МHz
- Радио Глас цркве, 98.2 MHz
- Радио Скала, 106.8 MHz